# 小行星8546
小行星8546（英語：8546 Kenmotsu）是一颗围绕太阳公转的小行星。1994年1月13日，圓舘金、渡邊和郎在北见发现了此天体。
这颗小行星的绝对星等为230.5341661034795等。